# Aleucanitis clara
Aleucanitis clara är en fjärilsart som beskrevs av Otto Staudinger 1894. Aleucanitis clara ingår i släktet Aleucanitis och familjen nattflyn. Inga underarter finns listade i Catalogue of Life.